# Duje Ćaleta-Car
Duje Ćaleta-Car (Šibenik, 17 september 1996) is een Kroatisch voetballer. Hij verruilde Southampton in augustus 2023 voor Olympique Lyonnais.
Ćaleta-Car begon zijn carrière in het betaald voetbal bij de club uit zijn geboortestad, HNK Šibenik, in de Kroatische tweede klasse. In 2013 maakte hij de overstap naar het Oostenrijkse FC Pasching. Opnieuw een seizoen later tekende Ćaleta-Car bij Red Bull Salzburg, waar hij voornamelijk actief was bij de amateurclub FC Liefering. Hij speelde zijn eerste wedstrijd voor Salzburg in de UEFA Europa League op 11 december 2014 tegen Astra Giurgiu.
In augustus 2015 werd de Kroaat opgeroepen door trainer Nenad Gračan voor Jong Kroatië voor de eerste kwalificatiewedstrijden tegen Jong Georgië en Jong Estland in september 2015. Verdediger Dejan Lovren raakte geblesseerd bij Liverpool FC in een competitiewedstrijd in september 2015. Hierdoor zal hij de EK-kwalificatiewedstrijden tegen Bulgarije en Malta moeten missen in oktober 2015. Als vervanger werd Jozo Šimunović opgeroepen door bondscoach Ante Čačić voor de A-selectie. Šimunović viel zelf later ook af. Als vervanger werd Ćaleta-Car opgeroepen. Hij maakte ook deel uit van de selectie voor EK 2020, gespeeld in 2021. Hij kwam eenmaal in actie in de groepsfase. In de verloren achtste finale (Spanje, 5-3 na verlenging) kwam hij ook in actie. Op 11 November 2021 maakte hij zijn eerste doelpunt voor Kroatië tijdens de WK-kwalificatie wedstrijd tegen Malta, die werd uiteindelijk gewonnen door Kroatië met 7-1.
| Seizoen | Club                | Competitie   | Competitie | Competitie | Beker | Beker | Internationaal | Internationaal | Totaal | Totaal |
| Seizoen | Club                | Competitie   | Wed.       | Dlp.       | Wed.  | Dlp.  | Wed.           | Dlp.           | Wed.   | Dlp.   |
| ------- | ------------------- | ------------ | ---------- | ---------- | ----- | ----- | -------------- | -------------- | ------ | ------ |
| 2012/13 | HNK Šibenik         | 2. HNL       | 17         | 0          | 0     | 0     | —              | —              | 17     | 0      |
| 2013/14 | FC Pasching         | Regionalliga | 14         | 3          | 0     | 0     | —              | —              | 14     | 3      |
| 2014/15 | FC Liefering        | 1. Liga      | 19         | 0          | 0     | 0     | —              | —              | 19     | 0      |
| 2014/15 | Red Bull Salzburg   | Bundesliga   | 7          | 0          | 1     | 0     | 1              | 0              | 9      | 0      |
| 2015/16 | FC Liefering        | 1. Liga      | 1          | 0          | 0     | 0     | —              | —              | 1      | 0      |
| 2015/16 | Red Bull Salzburg   | Bundesliga   | 31         | 2          | 4     | 0     | 2              | 0              | 37     | 2      |
| 2016/17 | Red Bull Salzburg   | Bundesliga   | 18         | 0          | 5     | 0     | 8              | 0              | 31     | 0      |
| 2017/18 | Red Bull Salzburg   | Bundesliga   | 28         | 2          | 6     | 0     | 19             | 0              | 53     | 2      |
| 2018/19 | Olympique Marseille | Ligue 1      | 20         | 0          | 1     | 0     | 5              | 0              | 26     | 0      |
| 2019/20 | Olympique Marseille | Ligue 1      | 23         | 1          | 3     | 0     | 0              | 0              | 27     | 1      |
| 2020/21 | Olympique Marseille | Ligue 1      | 33         | 2          | 2     | 0     | 4              | 0              | 39     | 2      |
| 2021/22 | Olympique Marseille | Ligue 1      | 26         | 2          | 3     | 0     | 9              | 0              | 38     | 2      |
| Totaal  | Totaal              | Totaal       | 238        | 12         | 23    | 0     | 48             | 0              | 311    | 12     |

Bijgewerkt op 15 juni 2022.

## Erelijst
| Competitie                |                   |                        |                   |                   |
| Competitie                | Aantal            | Jaren                  |                   |                   |
| Red Bull Salzburg         | Red Bull Salzburg | Red Bull Salzburg      | Red Bull Salzburg | Red Bull Salzburg |
| ------------------------- | ----------------- | ---------------------- | ----------------- | ----------------- |
| Mondiaal                  |                   |                        |                   |                   |
| Bundesliga                | 4x                | 2015, 2016, 2017, 2018 |                   |                   |
| Oostenrijkse voetbalbeker | 3x                | 2015, 2016, 2017       |                   |                   |

| Competitie                  | Winnaar | Winnaar | Runner-up | Runner-up | Derde   | Derde   |
| Competitie                  | Aantal  | Jaren   | Aantal    | Jaren     | Aantal  | Jaren   |
| Kroatië                     | Kroatië | Kroatië | Kroatië   | Kroatië   | Kroatië | Kroatië |
| --------------------------- | ------- | ------- | --------- | --------- | ------- | ------- |
| Wereldkampioenschap voetbal |         |         | 1x        | 2018      |         |         |

1 Lopes ·
3 Tagliafico ·
4 Akouokou ·
6 Caqueret ·
7 Veretout ·
8 Tolisso ·
9 Orban ·
10 Lacazette  ·
11 Fofana ·
15 Tessmann ·
16 Vinícius ·
17 Benrahma ·
18 Cherki ·
19 Niakhaté ·
20 Kumbedi ·
22 Mata ·
23 Perri ·
27 Omari ·
28 Da Silva ·
31 Matić ·
34 Diawara ·
37 Nuamah ·
40 Descamps ·
55 Ćaleta-Car ·
69 Mikautadze ·
98 Maitland-Niles ·
Coach: Sage
· Keeperstrainer: Vercoutre
1 Livaković ·
2 Vrsaljko ·
3 Strinić ·
4 Perišić ·
5 Ćorluka ·
6 Lovren ·
7 Rakitić ·
8 Kovačić ·
9 Kramarić ·
10 Modrić  ·
11 Brozović ·
12 L. Kalinić ·
13 Jedvaj ·
14 Bradarić ·
15 Ćaleta-Car ·
16 N. Kalinić ·
17 Mandžukić ·
18 Rebić ·
19 Badelj ·
20 Pjaca ·
21 Vida ·
22 Pivarić ·
23 Subašić ·
Coach: Dalić
1 Livaković ·
2 Vrsaljko ·
3 Barišić ·
4 Perišić ·
5 Ćaleta-Car ·
6 Lovren ·
7 Brekalo ·
8 Kovačić ·
9 Kramarić ·
10 Modrić  ·
11 Brozović ·
12 L. Kalinić ·
13 Vlašić ·
14 Budimir ·
15 Pašalić ·
16 Škorić ·
17 Rebić ·
18 Oršić ·
19 Badelj ·
20 Petković ·
21 Vida ·
22 Juranović ·
23 Sluga ·
24 Bradarić ·
25 Gvardiol ·
26 Ivanušec ·
Coach: Dalić